# Даррагон, Родди
Родди Даррагон (фр. Roddy Darragon; род. 31 августа 1983 года, Анси) — французский лыжник,  серебряный призёр Олимпийских игр. Специалист спринтерских гонок.
В Кубке мира Даррагон дебютировал в январе 2004 года, в декабре того же года впервые попал в десятку лучших на этапе Кубка мира, в командном спринте. Всего на сегодняшний день имеет на своём счету 11 попаданий в десятку лучших на этапах Кубка мира, 5 в личном спринте и 6 в командном. Лучшим достижением Даррагона в общем итоговом зачёте Кубка мира является 45-е место в сезоне 2004/05.
На Олимпиаде-2006 в Турине завоевал серебряную медаль в спринте.
На Олимпиаде-2010 в Ванкувере занял 31-е место в спринте.
За свою карьеру принимал участие в трёх чемпионатах мира, лучший результат - 11-е места в командном спринте на чемпионате-2007 в Саппоро, в личных видах не поднимался выше 35-го места.
Использует лыжи и ботинки производства фирмы Salomon.